# مسجد الشيخ مطهر
مسجد وسبيل وكتاب الشيخ المطهر يقع بنهاية الصاغة، بشارع المعز لدين الله.

## وصفه
يؤدى المدخل إلى دهليز متسع في الجهة اليمنى منه يوجد درج مكون من قالبتين يؤدى إلى القاعة التي تعلو السبيل والمخصصة لشيخ الجامع وبجانب هذا الدرج وإلى الغرب منه يوجد درج آخر يوصل إلى الكتاب وإلى مئذنة الجامع التي تعلوا الواجهة الشرقية. وبالجانب الشمالي من الدهليز وبعد مبنى السبيل والكتاب توجد مصلى في صدرها محراب في الجهة الشرقية والجانب الجنوبي منها مفتوح كلية على الدهليز يتقدمه عمودان يحملان ثلاثة عقود مستديرة. أما الجانب الشمالي منها فيوصل إلى طرقة في الجهة الغربية منها يوجد باب يؤدى إلى إيوان الصلاة وفي الجهة الشمالية منها توجد دورة المياه.